# Chinedu Obasi
Chinedu Ogbuke Obasi, född 1 juni 1986 i Enugu, är en nigeriansk fotbollsspelare som spelar för SC Rheindorf Altach i österrikiska högstaligan Bundesliga. Han har även spelat för det nigerianska landslaget.

## Karriär
Under säsongen i Allsvenskan 2016, där Obasi spelade under sensommar och höst, vann han utmärkelsen för årets mål.  I februari 2017 värvades Obasi av kinesiska Shenzhen.
I juli 2017 meddelade AIK att Obasi återvände till klubben med ett kontrakt som sträckte sig säsongen ut.
Den 22 januari 2019 återvände Obasi återigen till AIK, där han skrev på ett ettårskontrakt. Efter säsongen 2019 blev Obasi inte erbjuden någon kontraktsförlängning och han lämnade klubben.